# Antonio Brown
Antonio Tavaris Brown, Sr. (Miami, Florida, Estados Unidos; 10 de julio de 1988), conocido simplemente como Antonio Brown, es un jugador de fútbol americano que se encuentra actualmente como agente libre. Jugó en la posición de wide receiver y su último equipo fue los Tampa Bay Buccaneers de la National Football League.

## Carrera

### Universidad
Brown asistió a Miami Norland Senior High School en Miami, Florida, donde practicó fútbol americano y atletismo. En fútbol, jugó tanto de running back, quarterback y wide receiver para los Vikings, y corrió 451 yardas para 13 touchdowns. 
Al dejar el instituto, Brown quiso entrar en la Universidad Estatal de Florida, pero su admisión fue denegada debido a las preocupaciones académicas. Debido a la negativa de Florida, Brown lo intentó en Alcorn State, pero decidió inscribirse en North Carolina Tech. Allí jugó de quarterback, y, al acabar la temporada, recibió la beca de Florida, pero fue expulsado antes de que comenzara la temporada debido a un altercado con la seguridad. Brown decidió entonces seguir a su entrenador Butch Jones hasta West Virginia, debido a que él lo llamó. Al saber que Jones dejaba West Virginia, Brown se inscribió en Michigan Central.

### NFL

#### Pittsburgh Steelers
Brown fue seleccionado por los Pittsburgh Steelers en la sexta ronda (puesto 195) del draft de 2010.
El 28 de julio de 2012, Brown renovó cinco años más su contrato con los Steelers, por un valor de $42,5 millones y $8,5 de bonus.
Con los Steelers, Brown ha logrado 2 títulos de división, 1 campeonato de la AFC y ha llegado al Super Bowl XLV, donde perdió frente a los Green Bay Packers por 31-25.

#### Oakland Raiders
En marzo de 2019, Brown fue traspasado a los Oakland Raiders a cambio de una tercera y una cuarta ronda del Draft de la NFL de ese año. Su nuevo contrato ascendía a tres años y 50 millones de dólares (30 de ellos garantizados) y se convirtió en el receptor mejor pagado de la liga.
El 3 de agosto de 2019, Brown sufrió congelación en ambos pies después de que una sesión de crioterapia salió mal. Seis días después, la Liga Nacional de Fútbol ordenó a Brown que cambiara su casco, porque el modelo que estaba usando había sido descontinuado y ya no estaba aprobado para su uso en la liga. Presentó dos veces una denuncia para seguir usando su viejo casco, pero ambas fueron rechazadas. Brown tenía intenciones de retirarse del fútbol si no podía conservar su propio casco para jugar en la liga. Sumado a sus lesiones por congelación y disputas por el casco, Brown se perdió la mayor parte del campo de entrenamiento y otras actividades obligatorias con los Raiders. El 4 de septiembre, Brown finalmente aceptó cambiarse el casco, lo cual fue aprobado por la liga.
Los Raiders ordenaron a Brown pagar una multa de $54,000 por ausencias injustificadas del campo de entrenamiento y otras actividades obligatorias. Durante un incidente, Brown tuvo un enfrentamiento con el gerente general Mike Mayock, amenazó con infligir daño corporal y tuvo que ser inmovilizado por sus compañeros de equipo. Insatisfecho con su pelea con la directiva, Brown exigió ser liberado por los Raiders, lo que anularía sus garantías salariales. Brown fue liberado por los Raiders el 7 de septiembre de 2019. Antes de su liberación, los Raiders multaron a Brown con $215,000 por su altercado anterior con Mayock.

#### New England Patriots
Pocas horas después de ser cortado por los Raiders fichó por los New England Patriots por un año y 15 millones de dólares. Debutó con los Pats el 15 de septiembre ante los Miami Dolphins. En ese partido atrapó un total de cuatro pases para 56 yardas y un touchdown. Cinco días más tarde, fue cortado por los Patriots debido a las acusaciones de agresión sexual contra él.

#### Tampa Bay Buccaneers
El 23 de octubre de 2020, el analista deportivo Adam Schefter confirmó en su cuenta de Twitter que Brown firmó contrato por una temporada con los Tampa Bay Buccaneers de cara a la temporada 2020, bajo el mando del headcoach Bruce Arians y donde se reencontró con el QB Tom Brady con quien había jugado en su etapa con los New England Patriots. En esta campaña realizó 45 recepciones, obteniendo 483 yardas aéreas y 4 touchdown, llegando al SuperBowl LV en contra de los Kansas City Chiefs, en el cual consiguió anotar un touchdown. Los Buccaneers terminaron ganando el juego con marcador de 31-9, obteniendo Brown su primer campeonato de NFL
EL 2 de enero de 2022, en un juego ante New York Jets, abandono repentinamente el campo de juego sin explicación, esto, además de una larga data de controversias hacia su persona derivó en que sea relegado de Tampa Bay

## Estadísticas

### Temporada regular
| Año   | Equipo | Partidos | Partidos | Recepción | Recepción | Recepción | Recepción | Recepción | Carrera | Carrera | Carrera | Carrera | Carrera | Retorno | Retorno | Retorno | Retorno | Retorno | Fumbles | Fumbles |
| Año   | Equipo | PJ       | PT       | Rec       | Yds       | Avg       | Lng       | TD        | Att     | Yds     | Avg     | Lng     | TD      | Ret     | Yds     | Avg     | Lng     | TD      | Fum     | Lost    |
| ----- | ------ | -------- | -------- | --------- | --------- | --------- | --------- | --------- | ------- | ------- | ------- | ------- | ------- | ------- | ------- | ------- | ------- | ------- | ------- | ------- |
| 2010  | PIT    | 9        | 0        | 16        | 167       | 10.4      | 26        | 0         | 0       | 0       | 0       | 0       | 0       | 36      | 507     | 14.1    | 89T     | 1       | 1       | 0       |
| 2011  | PIT    | 16       | 3        | 69        | 1,108     | 16.1      | 79T       | 2         | 7       | 41      | 5.9     | 10      | 0       | 57      | 1,062   | 18.6    | 60T     | 1       | 0       | 0       |
| 2012  | PIT    | 13       | 10       | 66        | 787       | 11.9      | 60T       | 5         | 7       | 24      | 3.4     | 13      | 0       | 27      | 183     | 6.8     | 29      | 0       | 4       | 2       |
| 2013  | PIT    | 16       | 14       | 110       | 1,499     | 13.6      | 56        | 8         | 7       | 4       | 0.6     | 10      | 0       | 33      | 425     | 12.9    | 67T     | 1       | 1       | 0       |
| 2014  | PIT    | 16       | 16       | 129       | 1,698     | 13.2      | 63T       | 13        | 4       | 13      | 3.3     | 9       | 0       | 31      | 319     | 10.3    | 71T     | 1       | 2       | 2       |
| 2015  | PIT    | 16       | 16       | 136       | 1,834     | 13.5      | 59        | 10        | 3       | 28      | 9.3     | 16      | 0       | 22      | 212     | 9.6     | 71T     | 1       | 3       | 2       |
| 2016  | PIT    | 15       | 15       | 106       | 1,284     | 12.1      | 51        | 12        | 3       | 9       | 3.0     | 13      | 0       | 16      | 163     | 10.2    | 33      | 0       | 0       | 0       |
| 2017  | PIT    | 14       | 14       | 101       | 1,533     | 15.2      | 51T       | 9         | 0       | 0       | 0.0     | 0       | 0       | 11      | 61      | 5.5     | 16      | 0       | 3       | 0       |
| 2018  | PIT    | 15       | 15       | 104       | 1,297     | 12.5      | 78T       | 15        | 0       | 0       | 0.0     | 0       | 0       | 0       | 0       | 0.0     | 0       | 0       | 0       | 0       |
| 2019  | NE     | 1        | 0        | 4         | 56        | 14.0      | 20T       | 1         | 1       | 5       | 5.0     | 5       | 0       | 0       | 0       | 0.0     | 0       | 0       | 0       | 0       |
| Total | Total  | 131      | 103      | 841       | 11,263    | 13.4      | 79T       | 75        | 32      | 124     | 3.9     | 16      | 0       | 233     | 2,932   | 12.6    | 89T     | 5       | 14      | 6       |

### Playoffs
| Year  | Team  | Games | Games | Receiving | Receiving | Receiving | Receiving | Receiving | Rushing | Rushing | Rushing | Rushing | Rushing | Returning | Returning | Returning | Returning | Returning | Fumbles | Fumbles |
| Year  | Team  | GP    | GS    | Rec       | Yds       | Avg       | Lng       | TD        | Att     | Yds     | Avg     | Lng     | TD      | Ret       | Yds       | Avg       | Lng       | TD        | Fum     | Lost    |
| ----- | ----- | ----- | ----- | --------- | --------- | --------- | --------- | --------- | ------- | ------- | ------- | ------- | ------- | --------- | --------- | --------- | --------- | --------- | ------- | ------- |
| 2010  | PIT   | 3     | 0     | 5         | 90        | 18.0      | 58        | 0         | 0       | 0       | 0.0     | 0       | 0       | 17        | 262       | 15.4      | 38        | 0         | 0       | 0       |
| 2011  | PIT   | 1     | 0     | 5         | 70        | 14.0      | 25        | 0         | 1       | 18      | 18.0    | 18      | 0       | 0         | 0         | 0.0       | 0         | 0         | 0       | 0       |
| 2014  | PIT   | 1     | 1     | 9         | 117       | 13.0      | 44        | 0         | 0       | 0       | 0.0     | 0       | 0       | 1         | 16        | 16.0      | 16        | 0         | 0       | 0       |
| 2015  | PIT   | 1     | 1     | 7         | 119       | 17.0      | 60        | 0         | 0       | 0       | 0.0     | 0       | 0       | 2         | 8         | 4.0       | 6         | 0         | 0       | 0       |
| 2016  | PIT   | 3     | 3     | 18        | 309       | 17.2      | 62T       | 2         | 0       | 0       | 0.0     | 0       | 0       | 5         | 28        | 5.6       | 10        | 0         | 0       | 0       |
| 2017  | PIT   | 1     | 1     | 7         | 132       | 18.9      | 43T       | 2         | 0       | 0       | 0.0     | 0       | 0       | 0         | 0         | 0.0       | 0         | 0         | 0       | 0       |
| Total | Total | 10    | 6     | 51        | 837       | 16.4      | 62T       | 4         | 1       | 18      | 18.0    | 18      | 0       | 25        | 314       | 12.6      | 38        | 0         | 0       | 0       |

## Vida personal

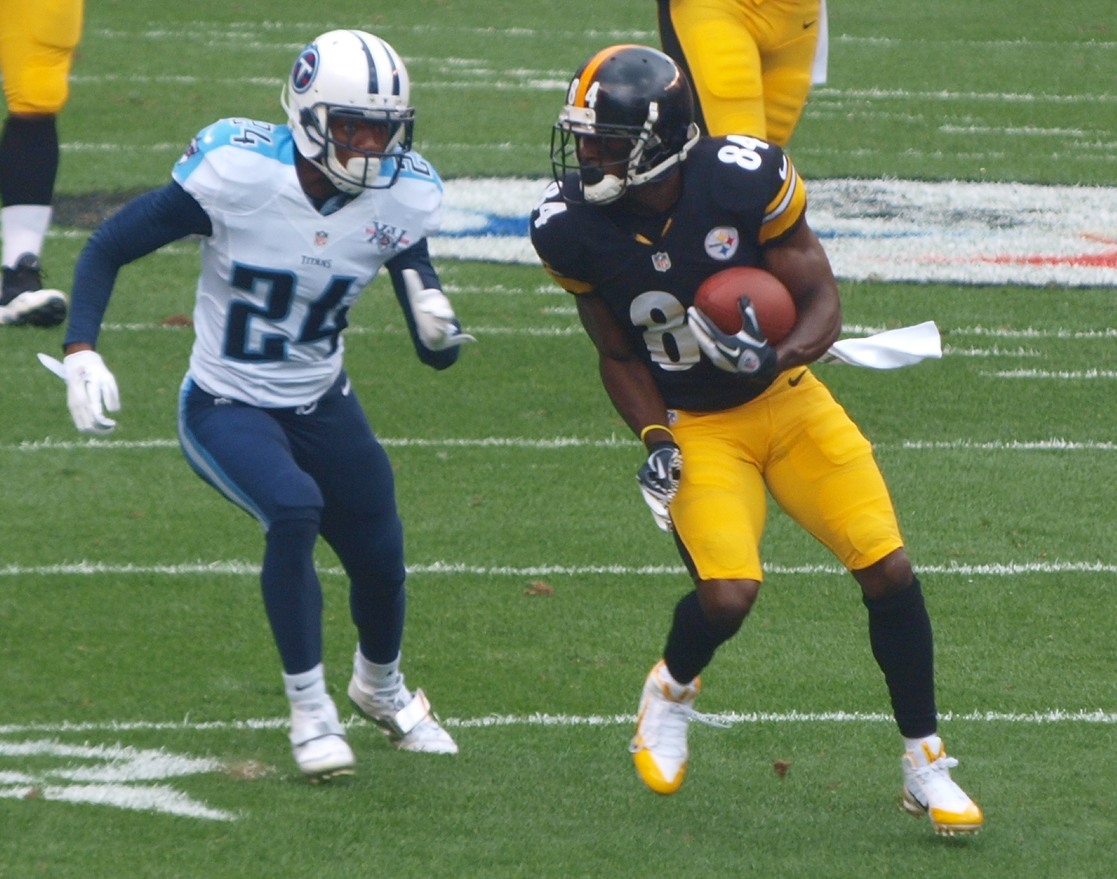
El esquinero de los Tennessee Titans, Coty Sensabaugh, persigue al receptor abierto de los Pittsburgh Steelers, Antonio Brown, en un juego de 2013.

Tiene cinco hijos: Antonio Brown, Jr., Autonomy Brown, Ali Brown y Apollo Brown; y una hija, Antanyiah Brown.
Brown participó en Dancing with the Stars, donde formó pareja con Sharna Burgess. Ambos fueron eliminados durante las semifinales, quedando en 5ª posición.
En el 2019, Brown ha participado en el nuevo programa de talento de Fox The Masked Singer, como el Hippo; siendo eliminado en el primer programa tras su actuación con la canción "My Prerogative".
En mayo de 2024 se declaró en bancarrota.